# Nieuwe Stadsherberg

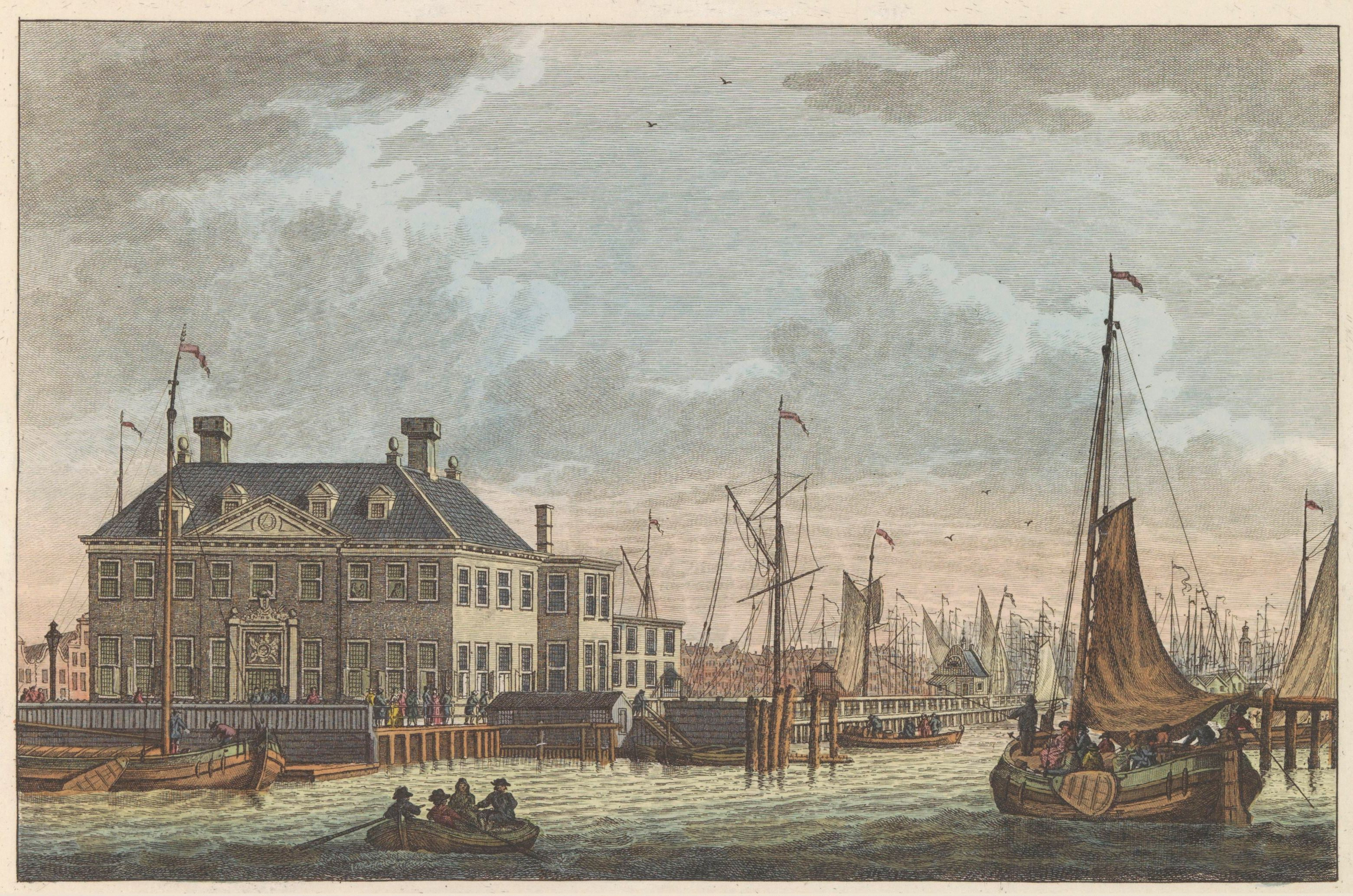
Gezicht op de Nieuwe Stadsherberg nabij de Texelsche Kade, later Prins Hendrikkade, circa. 1790.

De Nieuwe Stadsherberg was een horeca-gelegenheid in Amsterdam in het IJ, bij de Martelaarsgracht en de latere Prins Hendrikkade (Texelschekade), nabij het huidige Café Karpershoek.
Eeuwenlang was Amsterdam omgeven door stadspoorten die ’s nachts werden gesloten. Ook vanaf het IJ konden gedurende de nacht geen bezoekers Amsterdam binnenkomen of verlaten. Er was in het IJ een palenrij met toegangspoorten die bij nacht werden afgesloten met de zogenaamde 'bomen'.
Voor reizigers die de stad niet meer binnen konden gaan werden er net buiten de stad herbergen gebouwd, waar men kon eten en overnachten in afwachting van de nieuwe dag. De herberg werd door de stad gebouwd en verpacht aan een particuliere ondernemer. Er waren rond de stad vijf stadsherbergen, waarvan twee op het water.
In het IJ, ter hoogte van de Martelaarsgracht bevond zich vanaf 1613 de (oude) Stadsherberg. Deze werd in 1662 aangevuld met de Nieuws Stadsherberg 'op de IJbrug’. Het gebouw stond op palen in het water en was met een voetbrug verbonden met de Texelse Kade (later Prins Hendrikkade).
De Stadsherberg was als drinkgelegenheid een populaire plek voor Amsterdammers en bezoekers van buiten de stad. Er was een groot terras met een mooi uitzicht op de stad en op het IJ en daarachter de Volewijck.
De oude Stadsherberg werd in 1755 afgebroken. De Nieuwe Stadsherberg werd in 1872 afgebroken toen werd gestart met de aanplemping van de stationseilanden. Deze werden aangelegd tussen 1870 en 1880 voor de bouw van het Centraal Station. Sindsdien grenst de Prins Hendrikkade aan het Open Havenfront en het Oosterdok.
Sinds 2023 bevindt zich ongeveer op de plek van de Nieuwe Stadsherberg onder het water van het Open Havenfront de ondergrondse Fietsenstalling Stationsplein.